# لیزا فرانک اینکورپوریتد
لیزا فرانک اینک. (به انگلیسی: Lisa Frank Incorporated) یک شرکت آمریکایی است که در زمین پوشاک و طراحی فعالیت می‌کند. و در حوالی سال ۱۹۸۰ به دست لیزا فرانک، مؤسس و مدیرعاملش، شکل گرفت. این شرکت طراحی‌های رنگارنگی تولید می‌کند که در محصولات متنوعی مانند لوازم تحریر و استیکر به کار می‌روند.